# Lorenzo Lazzari
Lorenzo Lazzari, né le 6 juin 2003 à Saint-Marin, est un footballeur international saint-marinais. Il joue au club italien du CBR Carli Pietracuta.

## Biographie

### En sélection
Après avoir évolué dans les différentes sélections jeunes Saint-Marinaises, il est convoqué pour disputer les deux rencontres de la Sérénissime face à Sainte-Lucie. Le 17 novembre 2022, à l'âge de 19 ans, Lazzari fait ses débuts internationaux avec la Sérénissime face à Sainte-Lucie en marquant un but à la 93e minute permettant aux Saint-Marinais d'arracher le match nul, un but partout. Il s'agit seulement du cinquième but de Saint-Marin en 5 ans. Grâce à ce but, Lazzari est devenu le deuxième plus jeune buteur de Saint-Marin, à 19 ans et 164 jours, derrière Alex Gasperoni.
Le 18 novembre 2024, il inscrit le premier des trois buts d'une victoire 1-3 au Rheinpark Stadion en Ligue des nations, contre le Liechtenstein. La sélection signe alors la plus large victoire de son histoire ainsi que la première victoire à l'extérieur tout en confirmant sa promotion en Ligue C de la Ligue des nations.

### Buts en sélection
Le tableau suivant liste tous les buts inscrits par Lorenzo Lazzari avec l'équipe de Saint-Marin :